# Batman Begins (colonna sonora)
Batman Begins Original Motion Picture Soundtrack è la colonna sonora del film Batman Begins diretto da Christopher Nolan nel 2005. Il disco è stato pubblicato il 15 giugno del 2005 ed è stata composta da Hans Zimmer e James Newton Howard, con il contributo di Ramin Djawadi e Mel Wesson. Zimmer e Newton Howard collaboreranno ancora insieme nel 2008 nella colonna sonora de Il cavaliere oscuro, sempre diretto da Nolan nel 2008 e seguito di Batman Begins.

## Sviluppo
Il regista del film invitò il compositore Hans Zimmer per la realizzazione della colonna sonora, che a sua volta si è avvalse della collaborazione di altri musicisti. Il compositore James Newton Howard partecipò al progetto e i due cominciarono a lavorare per dare una loro personale visione della scissione tra il personaggio di Bruce Wayne e il suo alter ego Batman. Inizialmente lavorarono presso uno studio di registrazione di Los Angeles, in California, ma dopo 12 settimane si spostarono a Londra per terminare il lavoro. I compositori visitarono spesso i set allestiti per la realizzazione del film, per trarre ispirazione.
Hans Zimmer decise di comporre una colonna sonora che si distanziasse dai suoi lavori precedenti, realizzati completamente con un organico orchestrale, mischiando stavolta vari elementi della musica classica e della musica elettronica. L'orchestra utilizzata fu composta da novanta elementi provenienti da diverse orchestre di Londra e lo strumento scelto per enfatizzare il più possibile gli stati d'animo del personaggio fu il violoncello.
I due compositori si divisero il lavoro; Howard si è occupò delle sequenze drammatiche del film mentre Zimmer compose le basi delle scene d'azione.

## Il disco
I titoli dei brani presenti nella colonna sonora sono in lingua latina. La prima traccia intitolata Vespertilio è la parola latina per indicare la specie di pipistrelli Vespertilionidae (da vespertilio, che significa animale vespertino, e vesper, che significa sera), specie più diffusa e comune. Le altre tracce presentano come titolo altre tipologie di questi animali; Eptesicus, Myotis, Barbastella, Artibeus, Tadarida, Macrotus, Antrozous (pipistrello bianco), Nycteris, Molossus, Corynorhinus, Lasiurus.

## Tracce
Le tracce hanno come titolo il nome latino di varie specie e sottospecie di pipistrelli. Le iniziali delle tracce dalla n. 4 alla n. 9 compongono la parola Batman.
1. Vespertilio - 2:52
2. Eptesicus - 4:20
3. Myotis - 5:46
4. Barbastella - 4:45
5. Artibeus - 4:19
6. Tadarida - 5:05
7. Macrotus - 7:35
8. Antrozous - 3:59
9. Nycteris - 4:25
10. Molossus - 4:49
11. Corynorhinus - 5:04
12. Lasiurus - 7:27